# Schizopera stephanidesi
Schizopera stephanidesi is een eenoogkreeftjessoort uit de familie van de Miraciidae. De wetenschappelijke naam van de soort is voor het eerst geldig gepubliceerd in 1937 door Pesta.